# Personaggi di Artemis Fowl
Questa pagina contiene i principali personaggi comparsi nella saga di libri fantasy per ragazzi Artemis Fowl, scritta da Eoin Colfer.

## Personaggi principali

### Artemis Fowl II
Artemis Fowl II (spesso chiamato Artemis Fowl Junior) è il protagonista di una serie di libri dello scrittore irlandese Eoin Colfer e il figlio di Artemis Fowl I e Angeline Fowl. Dell'aspetto fisico di Artemis, i libri della serie dicono poco o nulla. È un adolescente alto e magro, pallido, con capelli neri e occhi azzurrissimi ereditati dal padre. È nato il 1º settembre. Ha un cipiglio descritto "da vampiro". In questo modo viene descritto anche il suo sorriso malefico. Il personaggio di Artemis è invece ampiamente caratterizzato da un punto di vista psicologico. I primi tratti del suo carattere a emergere chiaramente sono la supponenza e il sadismo, uniti a uno spietato umorismo nero. Gradualmente, però, affiorano anche elementi di segno opposto: in particolare, egli risulta capace di azioni altruistiche (come quando chiede al capitano Spinella Tappo di guarire la madre dall'infermità mentale);inoltre la madre "pretende di mandarlo a scuola come un normale moccioso" scrive Eoin Colfer. Altro tratto fondamentale di Artemis è il suo elevatissimo quoziente d'intelligenza. Già a 12 anni parla con un vocabolario ricchissimo, fa deduzioni brillanti ed elabora piani geniali. Essendo però totalmente dedito al crimine, Artemis rientra nello stereotipo antieroico di genio del crimine. Artemis Fowl Jr è il personaggio principale della serie e dà il nome alla serie e al primo libro. La sua guardia del corpo, Leale, è quello che più si avvicina al suo miglior amico o a un padre ed è sempre assieme a lui. L'unica volta che Artemis è dovuto restare senza la sua guardia nel corpo è stato nel terzo libro quando per recuperare il Cubo ed incastrare Jon Spiro si è allontanato da lui e nel quinto libro quando Artemis dovrà cavarsela da solo nel Limbo. Il personaggio è stato posto da Forbes nella posizione 11 dei personaggi di fantasia più ricchi del mondo con un patrimonio di 1.6 miliardi di dollari.

### Spinella Tappo
Spinella Tappo (in inglese Holly Short) è un personaggio della serie di libri Artemis Fowl, scritta da Eoin Colfer. Spinella non appartiene al genere umano (ai fangosi), ma è un'elfa. Spinella fa parte della LEP (Libera Eroica Polizia), la polizia di Cantuccio, la capitale del Piccolo Popolo, un regno sotterraneo dove vivono elfi, nani, troll, goblin, fate e folletti. È una nemica giurata di Artemis Fowl, dato che nel primo libro lui l'ha rapita, ma, un'avventura dopo l'altra, inizia a provare una certa simpatia per il giovane Fangoso, genio criminale dodicenne. Spinella ha la carnagione color nocciola, come i suoi occhi ed è descritta come una bellezza appuntita a causa dei suoi lineamenti affilati, con le labbra carnose e i capelli color castano-ramato. È alta un centimetro sopra la media (che sarebbe un metro) ma come è ricordato, quando non se ne ha molti a disposizione, anche un centimetro può fare la differenza. Ha perso suo padre quando aveva sessant'anni e sua madre poco dopo. Nel secondo libro perde un dito, dopo riattaccato con la magia. Addirittura una volta muore, uccisa dal demone Abbot, ma per pochi secondi, perché poi Fowl l'ha riportata in vita. È in rapporti burrascosi anche col suo comandante, Julius Tubero, che all'inizio faceva di tutto per metterla sotto pressione (nonostante la considerasse una delle sue migliori agenti, insieme a Grana Algonzo), essendo l'unica Agente femmina della LEP ma successivamente divenne più affabile con lei. Suo amico è anche Polledro, un centauro che, come lei fa parte della LEP. Spinella ha anche salvato Domovoi Leale due volte, la prima volta quando era stato quasi ucciso da un Troll in casa Fowl e successivamente dopo uno scontro a fuoco, dove Leale aveva dovuto parare un proiettile col proprio corpo per salvare Artemis da morte certa. Inoltre Spinella ha guarito la madre di Artemis dalla pazzia ed il padre, che era tenuto prigioniero nell'Artico.

### Julius Tubero
Julius Tubero (in inglese Julius Root) è un personaggio della saga di Artemis Fowl, ideata da Eoin Colfer. Si tratta di un comandante della LEP (Libera Eroica Polizia) di Cantuccio, che ha fra i suoi sottoposti Polledro e Spinella Tappo che spesso rimprovera solo per il fatto che Spinella è l'unica femmina della LEP. Tubero si arrabbia spesso, e quando succede la faccia gli diventa purpurea dalla collera e quando è particolarmente nervoso fuma un sigaro dal quale emette nuvole verdi di fumo. Julius ha inoltre un fratello, Raponzo Tubero, criminale incallito che all'iniziazione di Spinella Tappo ad agente ricog gli crea non pochi problemi, facendolo entrare in una casa umana con lo scopo di fargli perdere la magia e quindi abbassarlo al suo livello. Nel corso della saga, Tubero sviluppa una simpatia per Domovoi Leale, ritenendolo un vero soldato, e per Artemis, mentre all'inizio lo riteneva solo un ragazzino viziato. Al contrario prova un odio profondo per il nano Bombarda Sterro poiché nel primo volume dovette chiedergli aiuto per introdursi in casa del giovane Fowl e una volta finita la missione Bombarda riesce a sfuggirgli. Nel secondo libro Spinella, Leale ed Artemis vanno insieme a Tubero in Russia per salvare Artemis Fowl Sr dalla mafia russa. Nel quarto invece Tubero e Spinella si addentrano da soli in una grotta per recuperare Scaglietta, un capo dei Goblin ma al suo posto trovano Opal Koboi che grazie ad uno strano marchingegno riesce a bloccare Tubero e ad ucciderlo con una esplosione. Spinella, per salvarlo, prova a sparare ad un piccolo punto debole che Opal Koboi le aveva indicato dicendole che se l'avesse mancato Tubero sarebbe morto subito. Spinella prende il punto ma la bomba esplode lo stesso uccidendo il comandante (Spinella, alla fine, scopre che quel punto debole non è mai esistito). Come ultimo ordine, egli dice a Spinella di salvare Leale e Artemis che sarebbero potuti morire di lì a poco per una biobomba.

### Domovoi Leale
Domovoi Leale (in inglese Butler) è la guardia del corpo di Artemis Fowl II, protagonista della serie di libri Artemis Fowl di Eoin Colfer. Discendente da un'intera famiglia di guardie del corpo, diplomato all'accademia di Madame Ko, Leale è probabilmente la figura che più si avvicina ad un padre per Artemis, per lo meno prima della ricomparsa del vero Artemis Fowl I, la cui guardia del corpo era stata lo zio di Leale. Ha la testa rasata e un fisico estremamente imponente, tale che spesso nei libri incute timore alla gente, è anche un esperto di arti marziali al punto che nel primo libro compie l'impossibile: sconfigge un troll nel corpo a corpo. È nato il 14 agosto. Ha una sorella, Juliet, che ha preferito unirsi ad una compagnia itinerante di wrestling dopo che Spinella Tappo le ha sconsigliato di fare da guardia del corpo ad un possibile discendente dei Fowl. Una delle prove più dure per Leale è stata scontrarsi con Bombarda Sterro nel primo libro della serie, sperimentando così la natura "spetazzante" dei nani. Nel terzo libro è quasi morto a seguito di un proiettile sparato da Arno Tozz ma dopo essere stato ibernato da Artemis Fowl II, Spinella è riuscita assieme a Polledro a farlo resuscitare facendolo però invecchiare di circa 15 anni. Subito dopo essere stato colpito, in punto di morte, Leale ha rivelato ad Artemis il suo nome di battesimo: Domovoj. Una delle maggiori regole di una guardia del corpo è quella di non rivelare mai, per nessun motivo, il proprio nome di battesimo al principale (serve a mantenere il distacco, spiega Madame Ko, insegnante di Leale), a meno che non abbia più importanza. Nel momento in cui il nome viene rivelato, Artemis si rende conto che Leale ha compreso di stare per morire. In seguito a questi eventi, anche dopo l'intervento di Spinella Tappo, Leale potrà essere ancora la guardia del corpo di Artemis, ma in un modo diverso. Anche se dopo gli eventi del terzo libro della serie; visto che gli viene sottratta la memoria degli eventi dei primi tre libri (che recupererà nel quarto libro della serie) il suo corpo verrà modificato per quanto riguarda l'aspetto estetico per farlo sembrare dell'età giusta.

### Polledro
Polledro (in inglese Foaly) è un personaggio della saga di Artemis Fowl, ideata da Eoin Colfer. Si tratta del tecnico della LEP di Cantuccio ed è un centauro. Grazie a lui, i folletti possono mettere in stasi per circa otto ore un territorio grazie a delle paraboliche, senza usare dei maghi. Fornisce anche alla LEP i vari dispositivi per le missioni, come la Neutrino 2000 o le ali o la camera-iride o le navette per risalire in superficie utilizzando le vampe di magma. Grazie alle varie minicam che fornisce ai suoi agenti, può aiutare nelle missioni più spinose i suoi compagni ed è stato essenziale il suo supporto in più di una missione. È sempre in conflitto con Opal Koboi, prima all'università dove è sempre riuscito a batterla, poi nel lavoro perché si contendono le invenzioni più importanti. Polledro è anche riuscito a catturarla alla fine del quarto libro. È uno dei migliori amici di Spinella Tappo ed è anche chi ha fatto di tutto per dimostrare la sua innocenza nei momenti più spinosi delle avventure dei libri di Artemis Fowl. È sempre stato fedele a Cantuccio e ha sempre seguito gli ordini di Julius Tubero (quando non andavano in conflitto con le richieste di Spinella...). Nel terzo libro è stato anche obbligato da Julius Tubero ad effettuare uno spazzamente ad Artemis Fowl e ai suoi amici anche se controvoglia. In Artemis Fowl: La colonia perduta si scopre che è innamorato di un'altra centaura chiamata Cavallina con cui in seguito si sposa.

### Bombarda Sterro
Bombarda Sterro (in inglese Mulch Diggums) è un nano cleptomane che ha rinunciato alla magia per compiere furti; spesso tende a ficcarsi nei guai, come nel caso della tiara fei-fei o il furto di oscar a personaggi famosi. A volte Bombarda sviluppa una stretta collaborazione con Artemis Fowl II, nonostante nel volume primo ci siano state divergenze poiché dovette collaborare con la LEP. Il Comandante Tubero non lo ha mai preso molto in simpatia. Nei libri Artemis Fowl: l'incidente artico e Artemis Fowl: il codice eternity, Bombarda compare sotto il nome di Lance Escava; dopo essere scappato dagli Strati Inferiori, Bombarda si è rifugiato negli USA, dove inizia una vita da ladro, rubando gioielli, preziosi e soprattutto oscar a famosi personaggi, in gran parte attori. Poi decide di terminare questa carriera e viene iscritto sul libro paga della mafia di Chicago come scimmia, cioè colui che apre le porte. Nel libro Carla Frazetti offre a Lance un incarico: andare a prendere Artemis in Irlanda e portarlo a Chicago, assieme a Mocassini McGuire. Lance accetta, ma con l'intento di sabotare il piano di Jon Spiro. Infatti, aiuterà la LEP a riprendere il Cubo e a salvare il Piccolo Popolo. Bombarda Sterro, e in generale tutti i nani dei racconti di Eoin Colfer hanno grandi capacità. Hanno infatti una mandibola sganciabile, grazie alla quale riescono ad aprire la bocca con un'apertura angolare di 170° che gli permette di ingoiare oltre cinque chili di sostanza organica al secondo. L'apertura della bocca è essenziale per la sopravvivenza di un nano in quanto essi si nutrono praticamente di tutto, dai semplici panini alla terra, dai conigli, ai muri. Tutto ciò che viene ingerito dai nani viene digerito rapidamente, ed espulso dalla cavità posteriore, con una potenza inaudita. Oltre alle mandibole sganciabili altre caratteristiche sono: pori che possono prelevare l'umidità dall'aria e da qualsiasi tipo di materiale (capacità sfruttata da bombarda nel secondo e nel terzo libro di Artemis Fowl, per arrampicarsi sui muri, sfruttando i pori assetati come ventose), peli della barba capaci di rilevare vibrazioni e di irrigidirsi se strappati, altra abilità molto sfruttata da Bombarda, che più di una volta infila un pelo nella serratura e se lo strappa, il pelo prende la forma dell'interno della serratura e diventa una chiave fai-da-te. Grazie a queste capacità Bombarda Sterro è essenziale per la riuscita del piano di Artemis del terzo libro, Il codice eternity. Nel quarto libro vengono rivelate due altre caratteristiche tipiche dei nani. La loro saliva s'indurisce fino a diventare della resistenza del metallo, emette luce e può essere usata per bloccare sistemi elettronici e presenze demoniache. Inoltre i nani possiedono dei particolari batteri che impediscono l'embolia subacquea, consentendo loro di muoversi anche sott'acqua.

## Antagonisti

### Opal Koboi
È la proprietaria dei Koboi Labs ed è una folletta molto intelligente che ha inventato le Neutrino 2000 e molte altre invenzioni per la LEP incluse ali e microcamere. È comparsa nel secondo libro dove era in combutta con Briar Brontauro per conquistare Cantuccio e forse anche le nazioni dei fangosi. Per arrivare a questo scopo si sono alleati alla squadra di Goblin, i Mazza Sette, per riuscire a battere la LEP. Per fare ciò sono riusciti a prelevare dai centri di riciclaggio dei Nasomolle che, al contrario delle altre armi della LEP, possono uccidere il nemico. L'unico problema è trovare le batterie per alimentare i Nasomolle che permettevano di utilizzarli quasi per l'eternità grazie alle batterie nucleari ma senza di esse i Goblin sono costretti ad usare quelle dei fangosi che permettono un numero limitato di colpi. Opal Koboi, dopo aver mandato dei Goblin a uccidere Artemis Fowl II, Spinella, Tubero e Leale, pensa di avere la vittoria in pugno e assedia la LEP, che si è ritrovata senza armi perché erano gli stessi Koboi Labs a produrle e a disattivarle tutte contemporaneamente, vede una confessione di Brontauro, messa da Polledro grazie all'aiuto di Artemis Fowl, dove Brontauro spiegava come Opal avrebbe avuto qualche spiacevole incidente. Per vendicarsi, Opal uccide Brontauro con la sua poltrona volante e quando cade da essa Spinella la fa andare in coma con un colpo vicino al collo. Nel quarto libro la ritroviamo nella clinica del Dottor J. Argon ancora in coma dove è andata grazie al fondo che aveva stanziato alla clinica in un caso del genere. Mervall e Descant Brill, inserivienti della clinica, rapiscono Opal per sostituirla con un suo clone fatto precedentemente e la portano via per risvegliarla dal coma. Risvegliatasi Opal è pronta a vendicarsi mettendo in una trappola mortale Spinella Tappo e Julius Tubero che provoca la morte di quest'ultimo. Dopo aver visto morire il suo capitano, Spinella parte per salvare Artemis e Leale da una biobomba spedita da Opal per ucciderli. Per fortuna Leale riesce ad accorgersi della bomba in avvicinamento e salta assieme ad Artemis giù dalla Suite dell'Hotel in cui alloggiavano per una vacanza scolastica. Opal prova ad uccidere per tutto il quarto libro i tre protagonisti senza riuscirci e solo loro assieme a Bombarda Sterro riescono a dimostrare che Opal è ancora in circolazione, sventando il suo proposito di devastare Cantuccio con una Sonda appartenente ai fangosi. Opal viene arrestata e rinchiusa in una  prigione ad Atlantide. Nonostante il successo della missione Spinella, oppressa dal carattere e dai modi del nuovo comandante, sceglie di licenziarsi tra lo scontento di tutti i suoi amici e crea un'agenzia investigativa insieme a Bombarda.
Opal torna poi come antagonista ne "La trappola del tempo", dove Artemis e Spinella tornano a otto anni prima per salvare l'ultimo esemplare di "shifaka candido", un lemure con il quale fluido cerebrale si potrebbe salvare la madre di Artemis, colta da una misteriosa malattia. I due si devono però scontrare con la Opal del passato, anch'essa interessata al fluido del lemure, in quanto le donerebbe grandissimi poteri. Malgrado ciò Artemis e Spinella riescono a tornare nel futuro con il primate, ma la perfida folletta li segue di nascosto. Per via di una distorsione nel tunnel temporale, Koboi si materializza a casa Fowl qualche giorno prima della partenza dei due avversari per il passato, possedendo Angeline e facendola ammalare, instaurando così la catena di eventi che l'ha portata nel futuro. Viene sconfitta da Artemis, che, dopo averla attirata sulla costa irlandese fingendo di fuggirvi con il lemure, causa l'esplosione del guscio di un kraken, sul quale Koboi si trovava inconsapevolmente. Opal riesce comunque a fuggire prima dell'arrivo della LEP.

### Jon Spiro
Jon Spiro: è un americano di mezza età, molto magro, piuttosto basso, più o meno quanto Artemis Fowl II. Negli anni ottanta si era occupato di aziende navali mentre negli anni novanta era divenuto ricco investendo in borsa e ora si occupa di telecomunicazioni. Ama indossare e circondarsi di lino bianco; infatti la sua stanza da letto è quasi interamente bianca. Compare nel libro Artemis Fowl: il codice eternity. Jon Spiro viene invitato da Artemis in un ristorante di pesce londinese per discutere del Cubo. Artemis gli mostra la tecnologia super avanzata del Cubo consigliandogli di vendere la sua azienda comperando le azioni dell'industria Fowl. Come dimostrazione, Spiro vuole sapere se ci sono satelliti che stanno sorvegliando la zona e il cubo rivela un satellite della NASA e uno della LEP. Artemis Fowl propone una strana vendita: Invece del Cubo, Jon avrebbe avuto un anno di tempo per vendere le proprie azioni prima che queste crollassero. Jon Spiro si rifiuta, e ruba il Cubo. Tutti i presenti estraggono così una pistola, incluso Arno Tozz, guardia del corpo di Spiro. Dopo una sparatoria e lo scoppio di una bomba sonica, Arno esce ridotto male, Spiro fugge in America e Leale ferito nel petto (verrà salvato da Artemis grazie alla criogenia) Artemis, dopo aver fatto curare Leale, prepara un piano assieme a Spinella, Leale, Juliet e Bombarda Sterro che era arrivato sotto il falso nome di Lance Escava mandato da Jon Spiro per portargli Artemis per sbloccare il Cubo. Artemis si fa così catturare da Jon Spiro, che lo mette in una cella. Grazie all'avanzata tecnologia L.E.P., Artemis evade; dopo una serie di movimenti nella Guglia (abitazione di Spiro) piuttosto rocamboleschi, cerca di forzare la cassaforte dove Spiro aveva riposto il Cubo. Per fare ciò, bisogna usare le sue impronte digitali. Artemis si introduce con Spinella nella stanza di Jon Spiro, (rigorosamente addobbata con lino immacolato) e gli taglia il dito pollice. Tornato alla cassaforte, Artemis finalmente l'apre, ma Jon Spiro riesce a scoprirlo. Infatti, il dito era di suo cugino, che si era precedentemente spacciato per lui. Spiro decide così di andare alla Phoenix, l'azienda rivale, (con Artemis legato) per rubarne i piani futuri e poterla surclassare; ma grazie a Polledro e a Juliet viene catturato dalla polizia e messo in prigione.

### Arno Tozz
Arno Tozz (Arno Blunt): compare nel terzo libro della serie come la guardia del corpo di Jon Spiro, un ricco affarista senza scrupoli. Artemis Fowl Jr e Leale s'incontrano con Jon Spiro e Arno Tozz in un ristorante londinese per discutere la nuova creazione di Artemis: il Cubo, un computer super sofisticato realizzato con i sistemi rubati alla LEP. Jon Spiro riuscirà ad impadronirsene. Arno Tozz è alto, capelli biondi e con molti tatuaggi. A causa di una bomba sonica (che per stordire emette un rumore acutissimo) nel ristorante ha perso tutti i denti ma non è stato stordito perché prevedendo una sparatoria si era messo dei tappi alle orecchie. Per questo era quasi riuscito a sparare ad Artemis; ma Leale si è frapposto con un salto tra i due salvando Artemis ma andando incontro ad una morte (quasi) certa; prima di perdere i sensi, Leale riesce a sparargli senza però uccidere Tozz. Successivamente, Arno Tozz, ripresosi dallo scontro, compra delle dentiere singolari, con denti aguzzi o con del liquido blu all'interno per spaventare gli avversari. Assieme a Jon Spiro, sorveglia la stanza del Cubo quando Artemis riesce a entrarvi e tutti e tre cercano poi di entrare alla Phoenix, la ditta rivale di Jon Spiro, convinti che il Cubo (che in realtà riproduceva la voce di Polledro) gli abbia aiutati a rubare i loro piani futuri. Juliet Leale chiama così il 911 e la polizia riesce a catturare Jon Spiro mentre Arno Tozz riesce a fuggire e ad arrivare fino in Inghilterra dove confesserà a seguito di una visita del fantasma di Leale; in realtà si tratta di Leale (che Tozz credeva morto) che entra nella cella grazie a un mantello fatato che consente l'invisibilità prestatogli da Spinella Tappo.

### Raponzo Tubero
Raponzo Tubero: (Turnball Root): all'inizio del libro Raponzo sta per torturare il maggiore Sempreverde, allo scopo di sapere dove si svolgerà la prossima iniziazione ad agente Ricog (quella di Spinella Tappo). Sotto tortura il maggiore rivela il luogo e la data, e gli viene somministrato un potente amnesico per non far riaffiorare i ricordi. Quindi l'iniziazione (in cui lo scopo è di colpire a vicenda il proprio avversario) si svolge inizialmente senza problemi, finché Spinella e l'assistente di Julius Grana Algonzo (che era lì per controllare le mosse di Spinella) vengono catturati da due scagnozzi di Raponzo, il nano Truff Aruffo e lo spiritello appiedato Unix. Grana viene portato in una casa umana (dove avviene il processo di perdita della magia), mentre Spinella è usata come esca allo scopo di catturare Julius. Julius tuttavia mette fuori combattimento Unix e Truff e libera Spinella, che gli spiega la situazione. Julius viene catturato nella casa. Spinella, disobbedendo agli ordini di Julius, prende una navetta e fa crollare la casa, così che Julius e Grana ritornino attivi. Raponzo tenta di suicidarsi, ma Julius glielo impedisce. Spinella viene promossa agente Ricog. Julius fa questa previsione: "non reggerai neanche sei mesi, e probabilmente mi costerai una fortuna". La prima previsione era sbagliata... Ma non la seconda. In passato Raponzo era un agente della LEP, col grado di capitano. Tuttavia un giorno per eliminare una compagnia avversaria di scavi minerari illegali aveva progettato un allagamento della città, nel quale sarebbe stata distrutta metà città, tuttavia Julius lo fermò appena in tempo. Da allora Julius gli aveva dato la caccia, costringendolo a cambiare casa 96 volte; per questo Raponzo si voleva vendicare.

### Mocassini McGuire
Mocassini McGuire: compare nel libro Artemis Fowl: Il codice eternity come compagno di Bombarda Sterro (che per sfuggire alla LEP si fa chiamare Lance Escava) assoldato dalla Mafia quando viene convocato da Carla Frazetti. È chiamato così per via delle sue calzature, è un nanerottolo criminale al servizio indiretto di Jon Spiro. Ha la mania dei tatuaggi, infatti, ha preso l'abitudine a farnese uno dopo ogni al compimento di ogni missione criminale. Il compito che gli viene affidato assieme a Bombarda è di rapire Artemis Fowl II, inventore del Cubo per consegnarlo da Spiro e costringerlo a disattivare il codice Eternity che protegge il Cubo. Bombarda però non se la sente di tradire il suo vecchio compagno d'avventure così, una volta giunti a Casa Fowl, con un inganno entra per primo nella casa e cerca di avvertire Artemis del pericolo che corre. Mocassini però fiuta l'inganno e irrompe armato di pistola nello studio dove erano riuniti Domovoi Leale, Artemis e Bombarda. A salvare la situazione, compare a sorpresa Juliet Leale, che sfila abilmente l'otturatore alla pistola e mette McGuire a tappeto. Mocassini viene sottoposto allo spazzamente totale, gli vengono cancellati i tatuaggi e viene mandato in una località sperduta, nel Kenya, mentre è ancora svenuto, dove viene accolto da una tribù di indigeni.

### Briar Brontauro
Briar Brontauro (Briar Cudgeon): fa parte della LEP (Libera Eroica Polizia), la polizia di Cantuccio, fino a quando l'ha tradita, morendo nel secondo libro nella serie di Artemis Fowl per mano di Opal Koboi che l'ha spinto dentro a del plasma attraversato dall'elettricità. Nel primo libro, Briar Brontauro ha tentato di passare di grado da tenente della LEP a comandante o più cercando di utilizzare un Troll per entrare in Casa Fowl poiché gli elfi potevano entrare nelle case dei fangosi solo sotto invito o se sentivano qualcuno urlare "Aiuto!". In questo modo è passato da tenente a "Facente funzioni" con lo stesso grado del comandante Julius Tubero ma dopo l'insuccesso dell'operazione è stato degradato a soldato semplice nell'impianto di riciclaggio di Cantuccio. Lì ha potuto organizzare, assieme a Opal Koboi, un piano per riscattarsi a danno della LEP. Questo prevedeva la collaborazione della banda di Goblin "Mazza Sette". A metà del piano però, dichiara a Polledro che ucciderà Opal una volta diventato il padrone di Cantuccio e Polledro riesce a registrare la dichiarazione col portatile di Artemis Fowl, facendo vedere il tutto a Opal Koboi che l'ha ucciso facendolo cadere sopra a del plasma attivo.

### Leon Abbot
Leon Abbot è il capobranco dei demoni. Ultimo superstite della battaglia combattuta contro gli umani, attacca gli stregoni che stanno trasportando l'isola dei demoni fuori dal tempo, in quanto contrario alla fuga, facendo fallire l'incantesimo e esiliando i suoi simili nel Limbo. Durante lo scontro cade nel tunnel temporale con uno degli stregoni, Qweffor, fondendosi con lui e finendo nel futuro (anni 2000). Osservando la moderna tecnologia umana, Abbot si rende conto di non poterla sconfiggere e torna su Habras, diventandone il padrone dopo aver ingannato gli altri demoni dicendo loro che li avrebbe guidati contro gli umani, senza accennare però alla loro evoluzione.
Abbot viene spodestato da Artemis e N°1, che riescono a fare in modo che Qweffor prenda il controllo del corpo del demone.

### Jonah Lee
Criminale taiwanese alle dipendenze dei Paradizo, che tradisce rapendo Minerva per scambiarla con N°1, nelle mani di Fowl, in quanto crede che il demone sia responsabile della morte del fratello maggiore. Lui e la sua banda vengono messi fuori combattimento da Leale e arrestati.
Spatz Antonelli: é un boss della Mafia di Chicago, alleato di Jon Spiro.
Carla Frazetti: figlioccia di Antonelli, lavora per Jon Spiro.

## Personaggi secondari
- Angeline Fowl: è la madre del protagonista e moglie di Artemis Fowl Senior. Nel primo libro, Angeline Fowl ha dei problemi mentali causati dalla scomparsa del marito in Russia e quindi sta tutto il giorno al buio in salotto senza vedere nessuno eccetto Juliet che le fa sia da cameriera che da guardia del corpo. Alla fine del primo libro, Artemis chiede a Spinella Tappo di guarire la madre in cambio della metà dell'oro della LEP conquistato da Artemis stesso. Grazie a ciò la madre riprende a vivere cominciando a infastidire il figlio che in sua assenza poteva persino non andare a scuola. Secondo quanto afferma il Dottor J. Argon, psicologo laureato appartenente al Piccolo Popolo, Artemis è stato costretto a farla guarire altrimenti lo Stato avrebbe potuto mandare degli ispettori a controllare Casa Fowl ed Artemis sarebbe finito in un orfanotrofio. Però, nel corso dei libri (e già dal primo libro), si può notare che Artemis prova molto affetto per la madre e si può dedurre che lo abbia fatto in realtà solo per amore nei suoi confronti. Negli altri libri non compare eccetto che come causa delle coperture che Artemis utilizza per effettuare le sue imprese. Nel libro Artemis Fowl: Il codice eternity Angeline fa una brevissima comparsa nel diario di Artemis. In Artemis Fowl: La trappola del tempo, Angeline ha un ruolo principale, in quanto ha contratto una malattia magica probabilmente derivatale da un incantesimo. Obiettivo del giovane Artemis e della sua compagna Spinella sarà trovare la cura, il fluido cerebrale di un lemure estinto otto anni prima. Nell'ultimo Libro, Artemis Fowl: Il morbo di Atlantide, Artemis, non riuscendo a mentire alla madre, le ha raccontato tutto (o quasi), e la madre è molto preoccupata per il figlio, ma nonostante Artemis abbia abbandonato i progetti criminali, e voglia solo salvare il mondo, Angeline non rinuncia al suo obiettivo: far diventare il figlio un normale quindicenne, che indossi Jeans e magliette con le scritte, e che non debba pensare a salvare il mondo insieme al Popolo. Alla fine del libro, quando scopre che Artemis è affetto da un disturbo ossessivo compulsivo, decide che d'ora in poi dovrà vivere una vita normale, senza più viaggi pericolosi in giro per il mondo. Il libro finisce con lei che sta per essere portata da Artemis.
- Artemis Fowl I (anche chiamato Artemis Fowl Senior, per distinguerlo dal figlio): è il padre del protagonista e marito di Angeline Fowl; non è molto presente nella serie di Artemis Fowl materialmente ma soprattutto è rievocato da Artemis Fowl II in quanto ne segue gli insegnamenti. Ripete spesso al figlio il motto dei Fowl, Aura est potestas - l'oro è potere - che diventerà anche il motto di Artemis Fowl Jr.. La casata dei Fowl è sempre stata segnata da azioni al di là della legalità per acquisire moltissimo denaro; Artemis Fowl Sr vuole cambiare tutto questo, perciò pensa di iniziare a commerciare legalmente ed invia una nave, carica di bottiglie di Coca Cola, in Russia. Lì però, la mafia locale decide che questa spedizione possa danneggiare i loro affari e senza pensarci due volte silura la nave di Fowl facendola colare a picco. Durante tutto il primo libro il giovane Artemis spera in un ritrovamento del padre, perdendo la speranza alla fine del libro. Nel secondo libro invece, mentre Artemis è in collegio, Leale manda un messaggio al ragazzo avvertendolo di aver trovato notizie del padre. Dopo aver piantato in asso lo psicologo con il quale stava facendo una seduta, Artemis torna a casa con Leale dove visionano un video ricevuto da Leale che mostra il padre legato ad una sedia, senza una gamba e con il viso sfigurato con uno sfondo innevato. Successivamente sopraggiunge Spinella Tappo che crede Artemis coinvolto in una rivolta di goblin, i Mazza Sette, ed il ragazzo (insieme alla sua guardia Leale) viene portato dall'elfa Spinella a Cantuccio. A Cantuccio, scagionati sia Leale che Artemis, Polledro prova a recuperare la fonte dell'e-mail che ha ricevuto, riuscendo a scoprire che proviene da uno scagnozzo della mafia russa, e dà loro le coordinate del suo rifugio. Dopo varie peripezie, Artemis, Leale, Spinella Tappo, Julius Tubero e Polledro riescono a salvare il padre di Artemis, il cui corpo è stato buttato nelle acque della Siberia dallo scagnozzo della mafia. Spinella lo cura, infondendogli molta energia positiva, modificando la coscienza di Artemis Sr e facendolo divenire migliore. Trasportato in un ospedale di Helsinki, Artemis Fowl Sr viene sottoposto ad un lieve spazzamente per fargli dimenticare i due anni orrendi in mano alla mafia russa. Artemis Jr, appare un po' sorpreso dal nuovo padre e alla domanda: "Quando verrà il momento, ti comporterai anche tu, Arty, da eroe, facendo la cosa giusta?" Artemis non sa rispondere. Secondo quanto affermano i genitori di Artemis Jr in realtà Artemis Sr all'inizio aveva un carattere buono e non era portato al crimine, ma ha agito da criminale per rispettare le usanze della famiglia e desidera solo vivere una vita onesta.
- Cavallina
- Juliet Leale: è la sorella più giovane di Domovoi Leale, è nata il 16 gennaio 1985 ed è apparsa nel primo libro dove badava ad Angeline Fowl, madre di Artemis Fowl II, come guardia del corpo (di sedici anni) in fase di allenamento. Appare anche nel libro Artemis Fowl: Il codice eternity dove assume anche il ruolo di guardia del corpo dello stesso Artemis. Alla fine del libro, Juliet parte per l'America per lavorare come wrestler professionista, utilizzando lo pseudonimo di Principessa di Giada e attualmente sta viaggiando con un gruppo di wrestler messicani. Il nome che ha scelto è dovuto al fermaglio per capelli con un pendente di giada che indossa; nei combattimenti Juliet - muovendo la testa - è in grado di colpire gli avversari con il fermaglio e far perdere loro conoscenza.
- Grana Algonzo (Trouble Kelp): è un membro della LEP, è un membro secondario della serie ed è spesso assieme a Brucolo (Grub Kelp), suo fratello. Compare nel primo libro, come aiutante di Julius Tubero e come capo della LEPricog spedita per avere una ricognizione del luogo da attaccare. Li viene sconfitto assieme alla sua squadra da Leale che permette a Brucolo di tornare alla base illeso portando la richiesta di riscatto. Successivamente compare nel secondo libro come sostituto di Tubero durante l'assedio della banda i Mazza Sette composta da goblin riuscendo a tenere bene la posizione e riuscendo a salvarsi assieme a Brucolo dai colpi dei Nasomolle dei goblin. Brucolo Algonzo compare poi nel quarto libro a guardia di Opal Koboi mentre Grana compare, promosso a maggiore, prima a localizzare il generale goblin Scaglietta, poi, alla guida della navetta supersonica, a disobbedire all'ordine del comandante Sgrunt di far fuoco su Spinella Tappo.
- Madame Ko: è la sensei di Leale e dirige un'accademia per guardie del corpo, dove si è diplomato lo stesso Leale. Madame Ko viene descritta come in apparenza una modesta casalinga giapponese. Ma quante casalinghe di una qualunque nazionalità sono capaci di colpirti così velocemente da far sibilar l'aria?. Madame Ko viene nominata varie volte nei libri, ma appare solo una volta: nel terzo libro, quando vediamo Juliet Leale intenta a cercare di superare l'esame per le guardie del corpo; questo esame viene eseguito in un mercato affollatissimo, e il principale da proteggere sarà proprio Madame Ko. Juliet viene prima fermata da un venditore di tappeti, e rimane indietro. Poi, raggiunta Madame Ko, si accorge che tre ninja stanno cercando di uccidere la donna. Juliet improvvisa un attacco con una corda da bucato, i tre uomini svengono, ma quando Juliet si avvicina a Madame Ko per soccorrerla, si accorge che in realtà non si tratta di Madame Ko, bensì di un'altra donna, che le punta un pugnale alla gola. Juliet non ha superato l'esame. In realtà, i tre ninja sono solo diplomati dell'accademia, e tutto era stato progettato fin dall'inizio. Dopo la "morte" e guarigione di Leale, Artemis chiama Juliet, e Madame Ko acconsente a lasciarla andare in Irlanda, nonostante Juliet non abbia passato l'esame.
- Cicca Verbil: (Chix Verbil) è un membro della LEP che è comparso solo tre volte nella serie ma ha svolto un ruolo determinante. Nel primo libro, Cicca era solo un artigliere ed ha permesso alla LEP di far entrare in casa Fowl un Troll per obbligare i presenti a chiedere aiuto alla LEP che solo in quel modo sarebbe potuta entrare. La sua seconda apparizione coincide col secondo libro, dove Cicca è insieme a Spinella a controllare il traffico in un orifizio diretto a Parigi ormai quasi completamente abbandonato a causa dell'alta probabilità di essere scoperti quando si usciva dal sottosuolo della città. Lì Cicca deve andare a controllare giornalmente, supervisionato da Spinella, che non ci siano altre persone o creature utilizzando un rilevatore termico. Incredibilmente, Cicca individua delle sagome grigie in movimento, molto strano in quanto il colore grigio determina la mancanza assoluta di emissioni di calore. Cicca va così a controllare e viene colpito in un'ala da un Nasomolle di un goblin dei Mazza Sette. Spinella riesce poi a salvare Cicca e a curargli l'ala ferita e dopo che i goblin vengono uccisi da una vampa improvvisa, i due scoprono una navetta pirata, costruita alla meno peggio descritta così da Eoin Colfer: "Si teneva in piedi solo grazie a sputo e preghiere" Cicca scompare così dalla serie fino al quarto libro, dove svolge un ruolo decisivo, in quanto riesce ad arrestare Bombarda Sterro (anche se in realtà Bombarda si è fatto arrestare apposta) e lo ascolta quando quest'ultimo afferma che Spinella è ancora viva e che Opal Koboi è ancora in circolazione. Permette poi al nano di stordirlo (anche se non per davvero) per rubargli le "chiavi" della navetta di Cicca. Quest'ultimo chiamerà poi Polledro che solo grazie a ciò riuscirà a scoprire la fuga di Opal Koboi.
- Dottor J. Argon: è un personaggio secondario ma compare nei libri all'inizio dicendo che il libro è un rapporto steso per analizzare la psicologia di Artemis Fowl. Oltre a ciò discute assieme ad un altro dottore sul fatto se Artemis mentisse o meno quando affermava di poter evitare la biobomba. Non compare più fino al quarto libro nel quale l'autore ci riporta a Opal Koboi in coma nella clinica del su citato dottore. Le cure fruttano così moltissimo al dottore che può usufruire di un fondo lasciato da Opal finché quest'ultima non si fosse risvegliata anche se le probabilità erano contro di lei. Per questo il dottore era fiducioso e sperava in bene. I suoi assistenti, Mervall e Descant Brill sono poi gli unici gemelli di tutta Cantuccio e sono gli unici che possono chiamarlo per nome senza offenderlo. Queste sono le sue uniche parti rilevanti che ricopre nella trama della serie.
- Mervall e Descant Brill: appaiono per la prima volta nel quarto libro di Artemis Fowl: l'inganno di Opal come infermieri della clinica dov'è in coma Opal Koboi. Famosi per essere una delle rare coppie di gemelli del popolo, si riveleranno poi complici di Opal e l'aiuteranno ad organizzare la sua vendetta nei confronti di Artemis, Spinella, Julius e Polledro. Causeranno poi la distruzione della navetta.
- Comandante Vinyaya: è uno dei pochi che appoggia l'ex-comandante Julius Tubero. Una volta morto il comandante (ucciso da Opal Koboi), Vinyaya si licenzia dalla LEP e forma la squadra otto. È un'elfa di età poco inferiore a Tubero, ma di aspetto sembra a malapena una donna di mezza età. Possiede un fascino particolare datogli dal comando, e ciò che più colpisce di lei sono i suoi modi rudi, i suoi occhi gialli e luminosi, simili a quelli di un felino, e la sua enorme e vaporosa capigliatura argentea. Morirà nel penultimo libro a causa di un complotto organizzato da Raponzo Tubero.
- Minerva Paradizo: giovane genio figlia del noto chirurgo dottor Paradizo, nel quinto libro rapisce N°1 per studiarlo, salvo poi allearsi con Artemis per recuperare il demone dalle grinfie del pericoloso criminale Jonah Lee.
- N°1: giovane diavoletto e ultimo demone-stregone, nel quinto libro viene rapito da Minerva Paradizo, che lo vuole studiare, e poi dal criminale psicopatico Jonah Lee, che lo crede l'assassino del fratello maggiore. Viene liberato da Artemis, che lo aiuta anche a riportare l'isola dei demoni sulla Terra e a sconfiggerne il malefico dittatore Leon Abbot.
- Qwan: vecchio demone-stregone, dopo aver spedito la propria isola natale nel Limbo a seguito della sconfitta da parte degli umani, rimane pietrificato per 10000 anni, salvo poi essere liberato da N°1, del quale diventa poi maestro.

## Organizzazioni
- Libera Eroica Polizia (Lower Elements Police): è la polizia di Cantuccio; è sempre presente in tutti i libri della serie, in quanto alcuni protagonisti della serie sono membri della LEP, come Spinella Tappo e il comandante Julius Tubero. Nel primo libro, la LEP ha la missione di recuperare il capitano Tappo, catturato da Artemis Fowl Jr, e per recuperarla la LEP ha dovuto pagare Artemis con metà del suo fondo in lingotti d'oro. Per recuperarlo, la LEP lancia una biobomba contro Artemis che però riesce a sopravvivere. Nel secondo libro, la LEP cerca di sconfiggere la banda di Goblin i Mazza Sette che era in combutta con Opal Koboi. La LEP stava per essere sconfitta ma Artemis Fowl ed i suoi compagni riescono a salvarla da una brutta fine. Nel terzo libro, la LEP viene per errore scansionata dal Cubo costruito da Artemis. La LEP entra quindi in azione cercando la fonte della scansione. Trovato Artemis, Spinella Tappo cura Leale e assieme a Bombarda Sterro riesce a recuperare il Cubo che era stato rubato da Jon Spiro. Nel quarto libro, la LEP perde Julius Tubero sostituendolo con Argh Sgrunt. La missione del quarto libro consiste nel recupero del capitano Tappo e della cattura di Opal Koboi scappata dalla clinica dove era rimasta in coma. Membri della LEP sono Julius Tubero, Spinella Tappo, Polledro, Grana Algonzo, Brucolo Algonzo, Cicca Verbil, Briar Brontauro e Argh Sgrunt.
- Fission Chips: appare nel terzo libro della serie, Artemis Fowl: il codice eternity; la compagnia si occupa di telecomunicazioni ed è gestita da Jon Spiro. È la rivale della Phonetix.
- Ricog: è una sezione della LEP, incaricata di rintracciare i "Fangosi" (gli umani, nel gergo del popolo) che hanno scoperto il Popolo, o criminali che sono scappati in superficie. Il comandante è Julius Tubero. Ci sono poi Spinella Tappo e l'assistente di Julius Grana Algonzo. Bombarda Sterro più volte aiuta la Ricog nei loro interventi. Ha fatto parte della Ricog anche il fratello di Julius, Raponzo Tubero, poi diventato criminale. Nel libro "l'inganno di Opal" Julius viene ucciso da Opal Koboi, e viene rimpiazzato da Argh Sgrunt. Spinella, non sopportando Argh si ritira dalla Ricog. Nel capitolo "artemis fowl e la colonia perduta", Spinella entra nella "sezione 8", una sottosezione segreta della ricog che si occupa specificatamente dei demoni.

## Tipi di creature presenti nella serie
- Spiritelli
- Elfi
- Fangosi
- Folletti
- Gnomi
- Nani
- Troll
- Goblin
- Gremlin
- Demoni
- Centauri